# Naum Iljitsch Achijeser

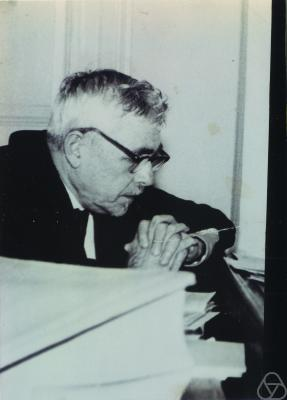
Naum Iljitsch Achijeser

Naum Iljitsch Achijeser, russisch Наум Ильич Ахиезер (* 6. März 1901 in Tscherykau, heute Belarus; † 3. Juni 1980 in Charkow, Ukrainische SSR) war ein sowjetischer Mathematiker, der sich mit Funktionalanalysis und Approximationstheorie beschäftigte.

## Leben und Wirken
Naum Iljitsch Achijeser studierte bis 1924 in Kiew, wurde dort 1928 bei Dmitrij Grawe promoviert und unterrichtete danach bis 1933 in Kiew und danach am Polytechnikum und ab 1956 an der Universität Charkiw. Er beschäftigte sich in der Tradition von Pafnuti Lwowitsch Tschebyschow, Andrei Andrejewitsch Markow und Jegor Iwanowitsch Solotarjow mit der Approximation von Funktionen. Sein Lehrbuch darüber erhielt den Tschebyscheff-Preis. Ab 1935 untersuchte er Extremalprobleme in verschiedenen Funktionenräumen, teilweise mit Mark Grigorjewitsch Krein. Mit Sergei Bernstein arbeitete er über Vollständigkeit von durch Mengen von Polynomen aufgespannten Funktionenräumen. Ein weiteres Arbeitsfeld war die Theorie der Momente, das heißt die Frage, wie man ein Maß aus den Werten der mit diesem Maß gebildeten Integrale von bestimmten Funktionen (z. B. Potenzfunktionen) rekonstruieren kann – ursprünglich ein Problem der Wahrscheinlichkeitstheorie.
Achijeser begründete in Charkiw eine eigene Schule der Theorie reeller Funktionen, war Präsident der Mathematischen Gesellschaft in Charkiw und Mitglied der Nationalen Akademie der Wissenschaften der Ukraine.
Zu seinen Studenten zählen Israel Markowitsch Glasman und Boris Levitan.
Er sollte nicht mit seinem Bruder, dem theoretischen Physiker Alexander Iljitsch Achijeser verwechselt werden.

## Schriften
- mit I. M. Glazman: Theorie der linearen Operatoren im Hilbertraum. 8. Auflage. Harri Deutsch 1981 (auch Akademie Verlag, Berlin, zuerst 1954).
- The classical moment problem and some related problems in analysis. Edinburgh, Oliver and Boyd 1965.
- Vorlesungen über Approximationstheorie. Akademie Verlag, 1953, 2. Auflage 1967.
- Theory of approximation. Ungar 1956.
- Calculus of Variations. Blaisdell 1962, Harwood 1988.
- Lectures on Integral Transform. AMS 1988.
- Elements of the theory of elliptic functions. AMS 1990 (russisch 1970).
- Das Akademiemitglied S.Bernstein und seine Arbeiten zur konstruktiven Funktionentheorie. Mitteilungen Mathem.Seminar Gießen 2000 (Übersetzung des russischen Originals 1955).